# Colorado State University
Die Colorado State University (CSU) ist eine öffentliche Hochschule in Fort Collins im US-Bundesstaat Colorado. Rund 34.000 Studenten waren 2024 eingeschrieben.

## Geschichte
Die Universität hat im Laufe ihrer Geschichte mehrfach ihren Namen gewechselt:
- 1879: Agricultural College of Colorado
- 1935: Colorado College of Agricultural and Mechanic Arts
- 1944: Colorado Agricultural and Mechanical College (Colorado A&M)
- 1957: Colorado State University

## Sport

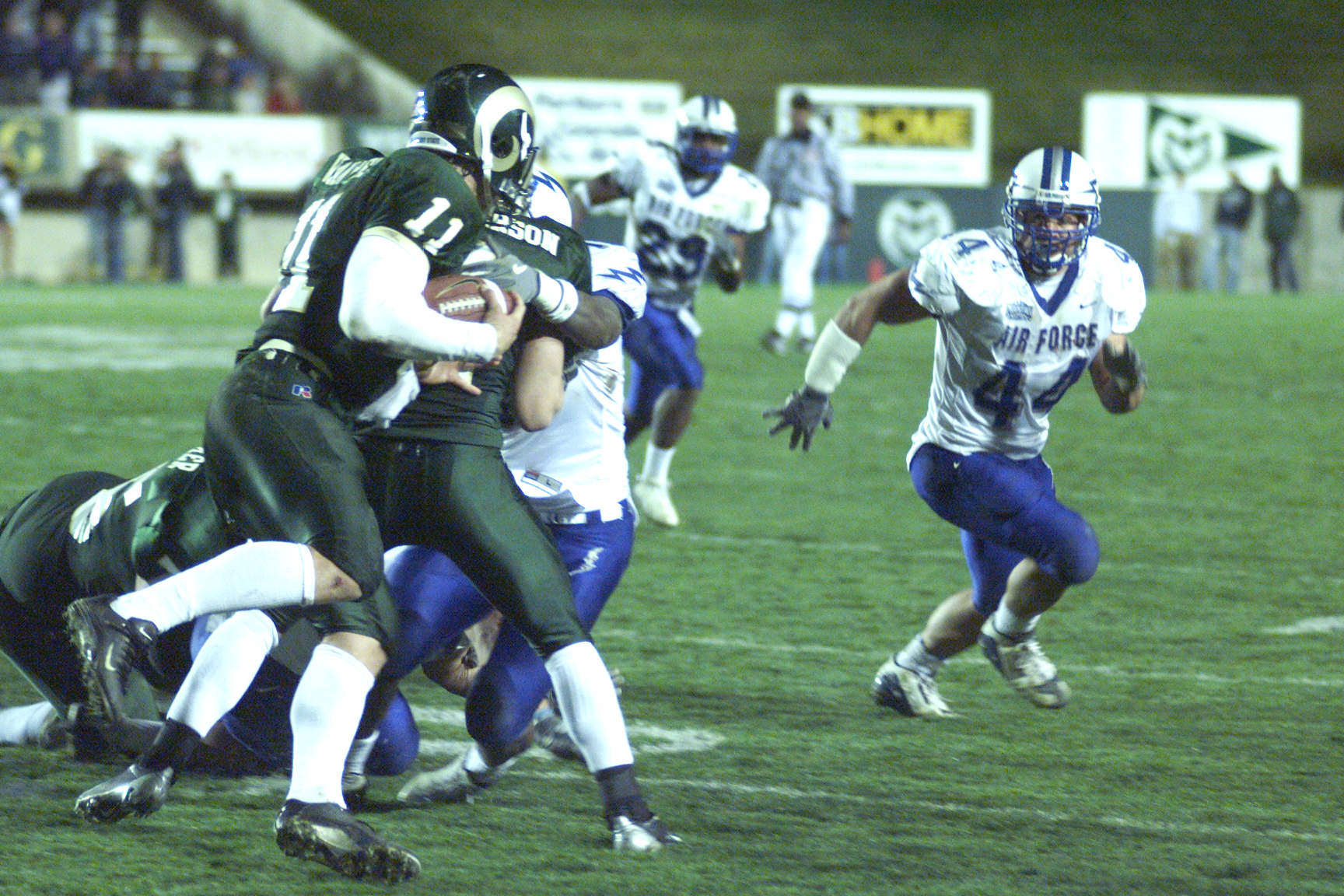
College-Football-Spiel zwischen den Colorado State Rams und den Air Force Falcons.

Überregional bekannt ist die CSU durch ihre College-Football-Mannschaft, die Colorado State Rams. Die Hochschule ist Mitglied in der Mountain West Conference.

## Bekannte Dozenten
- Temple Grandin (* 1947), Verhaltensforscherin

## Bedeutende Absolventen
- Wayne Allard (* 1943), Politiker
- John Amos (1939–2024), Schauspieler
- Randy Beverly, Footballprofi
- Mary L. Cleave (1947–2023), Astronautin
- Jack Christiansen (1928–1986), Footballspieler und -trainer
- Dominique Dunne (1959–1982), Schauspielerin
- Martin J. Fettman (* 1956), Astronaut
- Brian Greene (* 1981), Basketballprofi
- Clark Haggans, Footballprofi
- Becky Hammon (* 1977), Basketballspielerin und -trainerin
- Snehalata V. Huzurbazar, Mathematikerin und Hochschullehrerin
- Randy Larsen (* 1961), Philosoph und Hörfunkproduzent
- Stan Matsunaka, Politiker
- Roy R. Romer (* 1928), ehemaliger Gouverneur von Colorado
- Ty Sambrailo (* 1992), Footballprofi
- Amy Van Dyken (* 1973), Schwimm-Olympiasiegerin
- Kent Rominger (* 1956), Astronaut